# Republiek Goosen
Het Land Goosen of Goshen was een van de kleinere Boerenrepublieken met een kortstondig bestaan. Het land was vernoemd naar het Bijbelse Land van Gosen nabij Israël en Egypte.

## Geschiedenis
Goosen werd op 24 oktober 1882 gesticht door Nicolaas Claudius Gey van Pittius (1837-1893) op een stuk land dat was geschonken door het Tswanastamhoofd Moshette, nadat een Boerencommando hem had gesteund bij een stammenoorlog. Speciaal commissaris Stephanus Jacobus du Toit riep Goosen uit tot protectoraat van de Zuid-Afrikaansche Republiek en liet in de hoofdstad Rooigrond de Transvaalse vlag hijsen, tot grote verontwaardiging van de Britten. Op 7 augustus 1883 verenigde het land zich met Stellaland en vormde dit de Verenigde Staten van Stellaland.